# Tréban
Tréban é uma comuna francesa na região administrativa de Occitânia, no departamento de Tarn. Estende-se por uma área de 3,17 km². Em 2010 a comuna tinha 49 habitantes (densidade: 15,5 hab./km²).